# Twenty
Twenty es el noveno álbum de estudio de la banda estadounidense Lynyrd Skynyrd, lanzado en 1997 bajo el sello CMC International. El título del álbum hace referencia a al aniversario veinte de la tragedia aérea que cobró la vida del cantante Ronnie Van Zant, del guitarrista Steve Gaines y de la corista Cassie Gaines.
Para este álbum la banda contrató a dos veteranos del rock sureño, Rickey Medlocke, nieto del bluesman Shorty Medlocke, guitarrista de la banda Blackfoot, y Hughie Thomasson de la agrupación Outlaws.

## Lista de canciones
1. "We Ain't Much Different" (Mike Estes, Rickey Medlocke, Gary Rossington, Hughie Thomasson, Johnny Van Zant) – 3:44
2. "Bring It On" (Medlocke, Rossington, Thomasson, J. Van Zant) – 4:56
3. "Voodoo Lake" (Bob Britt, Chris Eddy, J. Van Zant) – 4:37
4. "Home Is Where the Heart Is" (Medlocke, Rossington, Thomasson, J. Van Zant) – 5:26
5. "Travelin' Man" (Ronnie Van Zant, Leon Wilkeson) – 4:05
6. "Talked Myself Right Into It" (Pat Buchanan, Donnie Van Zant, J. Van Zant, Robert White Johnson) – 3:25
7. "Never Too Late" (Medlocke, Rossington, Thomasson, J. Van Zant) – 5:18
8. "O.R.R." (Medlocke, Rossington, Thomasson, J. Van Zant) – 4:16
9. "Blame It on a Sad Song" (Medlocke, Rossington, Thomasson, J. Van Zant) – 5:35
10. "Berneice" (Medlocke, Rossington, Dennis E. Sumner, Thomasson, J. Van Zant) – 4:01
11. "None of Us Are Free" (Barry Mann, Brenda Russell, Cynthia Weil) – 5:23
12. "How Soon We Forget" (Buchanan, D. Van Zant, J. Van Zant, White Johnson) – 4:50
13. "Sign of the Times" (Japan Bonus Track) - 3:44

## Personal
- Gary Rossington – guitarra
- Johnny Van Zant – voz
- Leon Wilkeson – bajo
- Rickey Medlocke – guitarra
- Hughie Thomasson – guitarra
- Billy Powell – teclados
- Owen Hale – percusión